# Thalassa saginata
Thalassa saginata Mulsant, 1850 è un coleottero della famiglia Coccinellidae.

## Biologia
È una specie mirmecofila, in relazione obbligata specie-specifica con la formica arboricola Dolichoderus bidens (Dolichoderinae). Lo sviluppo delle larve e delle pupe di T. saginata si compie all'interno del formicaio. Le larve possiedono delle ghiandole che secernono sostanze attrattive per le formiche ed inoltre i composti della loro cuticola assomigliano a quelli delle uova delle formiche; ciò facilita la loro integrazione nella colonia e induce le formiche a proteggerle da parassiti e predatori.